# Малюта, Анна Иосифовна
Анна Иосифовна Малюта (2 января 1906, Балаклава — 1998, Москва) — советская оперная певица (лирическое сопрано), музыкальный педагог.

## Биография
В 1930 году окончила Московскую консерваторию. Училась у  Ф. С. Вахман, Н. Г. Райского, З. П. Лодий. Под руководством последней с 1933 по 1935 годы обучалась в аспирантуре. Начиная с 1929 года выступала на Всесоюзном радио, оставаясь его солисткой до 1953 года. Во время эвакуации в Саратов участвовала в работе Украинского Радиоцентра, осуществлявшего вещание для оккупированной территории Украины.
Голос Анны Малюты обладал высокой культурой и музыкальностью, однако отмечалась его недостаточная сила. В первую очередь она была известна как камерная певица.
Педагогическую деятельность начала в 1935 году. Работала в Московской консерватории, преподавала камерное пение. В 1940 году удостоена звания доцента. С 1945 года перешла на работу в Музыкально-педагогический институт имени Гнесиных. Среди учеников Анны Малюты — народная артистка Российской Федерации Татьяна Стерлинг (Королькова), заслуженная артистка РСФСР Вивея Громова, заслуженная артистка Российской Федерации Валентина Солнцева.
Умерла в 1998 году, похоронена на Введенском кладбище в Москве рядом с мужем, академиком Л. В. Занковым (18 уч.).

### Семья
- Муж — Занков, Леонид Владимирович, психолог[12][13].
- Дочь — Занкова, Наталья Леонидовна, пианистка[12][14].

## Награды и премии
- 1933 — II премия Первого Всесоюзного конкурса музыкантов-исполнителей[15].